# Episodi di Spider-Man - L'Uomo Ragno (prima stagione)
La prima stagione di Spider-Man - L'Uomo Ragno è andata in onda negli Stati Uniti dal  1994 al  1995 ed è composta da 13 episodi.
Gli episodi di questa stagione sono stati adattati nei primi tredici numeri della serie a fumetti Spider-Man Adventures.
| Nº | Titolo                                 | Titolo originale                    | Prima TV Stati Uniti |
| -- | -------------------------------------- | ----------------------------------- | -------------------- |
| 1  | La notte della Lucertola               | Night of the Lizard                 | 19 novembre 1994     |
| 2  | Vogliono uccidere l'Uomo Ragno         | The Spider Slayer                   | 4 febbraio 1995      |
| 3  | La Vedova Nera                         | Return of the Spider Slayers        | 11 febbraio 1995     |
| 4  | Il Dottor Octopus                      | Doctor Octopus: Armed and Dangerous | 18 febbraio 1995     |
| 5  | La minaccia di Mysterio                | The Menace of Mysterio              | 25 febbraio 1995     |
| 6  | Il pungiglione dello scorpione         | The Sting of the Scorpion           | 11 marzo 1995        |
| 7  | Kraven il Cacciatore                   | Kraven the Hunter                   | 1º aprile 1995       |
| 8  | Il costume alieno - Prima parte        | The Alien Costume, Part One         | 29 aprile 1995       |
| 9  | Il costume alieno - Seconda parte      | The Alien Costume, Part Two         | 6 maggio 1995        |
| 10 | Il costume alieno - Terza parte        | The Alien Costume, Part Three       | 13 maggio 1995       |
| 11 | Hobgoblin il terribile - Prima parte   | The Hobgoblin, Part One             | 20 maggio 1995       |
| 12 | Hobgoblin il terribile - Seconda parte | The Hobgoblin, Part Two             | 27 maggio 1995       |
| 13 | Il giorno del Camaleonte               | Day of the Chameleon                | 11 giugno 1995       |

## La notte della Lucertola
- Titolo originale: Night of the Lizard
- Prima TV Stati Uniti: 19 novembre 1994

Corre voce che Lizard, un'enorme lucertola umanoide, si aggiri per le fogne di New York e così J. Jonah Jameson, direttore del quotidiano Daily Bugle, offre 1000 dollari di ricompensa a chi gli porti una foto del suddetto. Il fotografo Peter Parker, alias l'Uomo Ragno, decide di approfittarne e chiedere informazioni a Curt Connors, un suo professore universitario con cui ha lavorato e che è esperto di rettili. Quando va da lui, però, trova lo stesso Lizard e, convinto che abbia rapito Connors, lo segue. Il suddetto va a casa del professore, dove la moglie di quest'ultimo rivela all'Uomo Ragno che Lizard altri non è che lo stesso Curt Connors, che ha subito tale mutazione dopo essersi sottoposto a un esperimento con l'intenzione di far ricrescere il suo braccio destro, che aveva perso in passato. Connors, ormai impazzito, va poi nelle fogne, dove ha intenzione di collegare a tutte le case un marchingegno che renderebbe tutti come lui, in modo da avere perciò un fisico più resistente e autorigenerante. L'Uomo Ragno riesce tuttavia a distruggere il macchinario e a far tornare Connors umano. In tutto ciò Peter ha scattato delle fotografie nelle quali lotta contro Lizard, riuscendo così a guadagnare i 1000 dollari.
Basato su: The Amazing Spider-Man serie 1 n. 6 (in Italia L'Uomo Ragno serie 1 n. 6)
Adattato in: Spider-Man Adventures n. 1

## Vogliono uccidere l'Uomo Ragno
- Titolo originale: The Spider Slayer
- Prima TV Stati Uniti: 4 febbraio 1995

A una festa di beneficenza a casa di Jameson, Flash Thompson, un conoscente di Peter, finge di essere l'Uomo Ragno, finendo così col venire catturato dalla Vedova Nera, un robot creato per acchiappare l'Uomo Ragno e progettato dall'inventore Spencer Smythe sotto ordine dell'industriale Norman Osborn, proprietario dell'azienda Oscorp, che a sua volta lavora per il criminale Kingpin. Il giornalista del Bugle Eddie Brock, d'accordo con Osborn, smaschera quindi il falso Uomo Ragno in diretta televisiva, finendo perciò per fare una pessima figura e venendo quindi licenziato. Il vero Uomo Ragno decide di andare alla Oscorp, dove viene inseguito dalla Vedova Nera, che però riesce a distruggere. Ciò causa però un'esplosione all'azienda quando Smythe si trovava ancora all'interno. Kingpin riesce così a convincere Alistair, il figlio di Smythe, a vendicarsi dell'Uomo Ragno per la morte del padre.
Basato su: The Amazing Spider-Man serie 1 n. 25 (L'Uomo Ragno serie 1 n. 20). La sottotrama di Flash che si finge l'Uomo Ragno è basata su The Amazing Spider-Man serie 1 n. 5 (L'Uomo Ragno serie 1 n. 5)
Adattato in: Spider-Man Adventures n. 3

## La Vedova Nera
- Titolo originale: Return of the Spider Slayers
- Prima TV Stati Uniti: 11 febbraio 1995

Alistair, che ora lavora per Kingpin, ha progettato tre nuovi robot per catturare l'Uomo Ragno, tra cui una nuova Vedova Nera. Questi riescono a catturare con successo il supereroe e Jameson, e attacca alle loro braccia una bomba che dovrebbe esplodere dopo un'ora. L'Uomo Ragno riesce tuttavia a togliere la bomba dalle loro braccia, e grazie ad essa fa poi esplodere i robot.
Basato su: The Amazing Spider-Man serie 1 n. 192 (Il settimanale dell'Uomo Ragno n. 16) e su The Amazing Spider-Man serie 1 n. 372 (L'Uomo Ragno serie 3 n. 154)
Adattato in: Spider-Man Adventures n. 4

## Il Dottor Octopus
- Titolo originale: Doctor Octopus: Armed and Dangerous
- Prima TV Stati Uniti: 18 febbraio 1995

Durante un appuntamento con Peter, Felicia Hardy, una sua vecchia conoscenza, viene rapita dal Dottor Octopus. Costui è in realtà il dottor Otto Octavius, un brillante scienziato che aveva chiesto dei finanziamenti alla famiglia di Felicia, richiesta che gli è però stata rifiutata. Octavius si è perciò trovato costretto a lavorare in uno scantinato che, avendo ben poche protezioni, è esploso. A seguito dello scoppio un gruppo di arti metallici con cui lavorava gli si è saldato alla spina dorsale, e, in seguito a tale incidente, è diventato malvagio. Il Dottor Octopus rapisce poi anche Jameson, richiedendo un grosso riscatto per liberarli. Quando il riscatto viene pagato, Octopus pretende tuttavia di ricevere altri soldi, ma a quel punto interviene l'Uomo Ragno, che libera i due e consegna il Dottor Octopus alla giustizia.
Basato su: The Amazing Spider-Man serie 1 n. 3 (L'Uomo Ragno serie 1 n. 3)
Adattato in: Spider-Man Adventures n. 7

## La minaccia di Mysterio
- Titolo originale: The Menace of Mysterio
- Prima TV Stati Uniti: 25 febbraio 1995

Stando a diverse registrazioni video, l'Uomo Ragno risulta aver rapinato un museo. Il colpevole è in realtà Mysterio, un abile illusionista che sfrutta gli ologrammi. L'Uomo Ragno fa squadra con l'investigatrice Terri Lee, e si rende così conto che Mysterio è in realtà Quentin Beck, un uomo che aveva precedentemente fatto arrestare, e che ora cerca vendetta. L'Uomo Ragno tuttavia riesce a smascherare Beck.
Basato su: The Amazing Spider-Man serie 1 n. 13 (L'Uomo Ragno serie 1 n. 11)
Adattato in: Spider-Man Adventures n. 5

## Il pungiglione dello scorpione
- Titolo originale: The Sting of the Scorpion
- Prima TV Stati Uniti: 11 marzo 1995

Jameson assume un uomo di nome Gargan per investigare su Peter, in modo da scoprire come faccia a scattare così tante foto dell'Uomo Ragno. Visto l'insuccesso, Jameson, con lo scopo di sconfiggere una volta per tutte il supereroe, fa sottoporre Gargan a un esperimento dello scienziato Farley Stillwell, che unisce il suo DNA a quello di uno scorpione. Inizialmente lo Scorpione attacca l'Uomo Ragno e sembra avere la meglio su di lui, tuttavia, dopo essersi reso conto di essere diventato un mostro, decide di andare alla Oscorp e utilizzare dei macchinari radioattivi per tornare normale, anche se ciò metterebbe in pericolo l'intera città. Jameson e l'Uomo Ragno sono perciò costretti ad unire le forze per salvare la città, riuscendo così a sconfiggere lo Scorpione.
Basato su: The Amazing Spider-Man serie 1 n. 20 (L'Uomo Ragno serie 1 n. 17)
Adattato in: Spider-Man Adventures n. 2, che è in realtà stato pubblicato prima della trasmissione dell'episodio
Nota: l'episodio sembra essere ambientato prima de La Vedova Nera, dato che Peter non pare conosca ancora Mary Jane. Perciò talvolta questo episodio viene indicato come il secondo della serie.

## Kraven il Cacciatore
- Titolo originale: Kraven the Hunter
- Prima TV Stati Uniti: 1º aprile 1995

Peter ha un colloquio con la dottoressa Mariah Crawford, ma la suddetta viene attaccata da un selvaggio noto come Kraven il Cacciatore, al secolo Sergei Kravinoff. Dopo che Peter, nei panni dell'Uomo Ragno, porta in salvo Mariah, lei gli spiega che in passato lei e Sergei erano innamorati ma, dopo che lui rimase ferito, lei gli ha versato un liquido che l'ha salvato, rendendolo però col tempo sin troppo selvaggio e violento. Ora la stava inseguendo in quanto credeva che l'avesse tradito con un altro uomo. Mentre Mariah tenta di creare un antidoto per Kraven, quest'ultimo rapisce Robbie Robertson, un collega, nonché amico, di Peter, e lo nasconde allo zoo. L'Uomo Ragno riesce a salvare il suo amico ma Kraven finisce col dover affrontare dei leoni, che lo feriscono gravemente. Proprio allora però Mariah riesce a fargli ingerire l'antidoto che, oltre a salvarlo da quella situazione, lo fa tornare al suo stato mentale normale.
Basato su: The Amazing Spider-Man serie 1 n. 15 (L'Uomo Ragno serie 1 n. 12)
Adattato in: Spider-Man Adventures n. 6

## Il costume alieno - Prima parte
- Titolo originale: The Alien Costume, Part One
- Prima TV Stati Uniti: 29 aprile 1995

Il figlio di Jameson e un altro astronauta tornano sulla Terra dopo una missione nello spazio, durante la quale è stato recuperato un materiale alieno, il promezio X. Lo Shuttle su cui viaggiavano subisce tuttavia un incidente, schiantandosi sul ponte George Washington, e così Kingpin manda Rhino, un uomo corpulento vestito da rinoceronte, a rubare il promezio X. Rhino riesce nell'impresa, ma è l'Uomo Ragno a venire accusato del furto, essendo presente sul luogo per aiutare gli astronauti. In quell'occasione il costume del supereroe si è sporcato di una sostanza melmosa che Peter porta a casa e, dopo aver fatto un incubo, il suddetto si ritrova in strada con un nuovo costume da Uomo Ragno nero. Questo nuovo costume gli garantisce delle ragnatele infinite e una forza sovrumana, e può inoltre trasformarsi in qualsiasi vestito lui voglia ma, di contro, lo ha anche reso più aggressivo e cattivo, tanto che lui stesso comincia a preoccuparsi.
Basato su: The Amazing Spider-Man serie 1 nn. 41, 43, 252 e 258 (L'Uomo Ragno serie 1 nn. 34 e 37 e serie 3 nn. 39 e 49)
Adattato in: Spider-Man Adventures n. 8

## Il costume alieno - Seconda parte
- Titolo originale: The Alien Costume, Part Two
- Prima TV Stati Uniti: 6 maggio 1995

L'Uomo Ragno va da Conners per farsi spiegare di cosa sia fatto il suo costume nero, e lo scienziato scopre che si tratta in realtà di un essere vivente alieno, un simbionte, che sta pian piano tentando di unirsi a lui. L'Uomo Ragno riesce poi a prendere il promezio X da Kingpin, ma il suddetto fa rapire il figlio di Jameson da Shocker, un uomo in grado di sparare raggi elettrici. L'Uomo Ragno riconsegna perciò il promezio X al nemico il cambio della libertà dell'astronauta, ritrovandosi però a dover affrontare Shocker e, dopo aver tentato di ucciderlo, si rende conto di quanto il costume nero lo stia alterando. Decide quindi di liberarsene allontanadolo da sé usando il suono di una campana (dato che l'unico punto debole del simbionte sembrano essere i rumori forti), riuscendo così a separarsene. Il simbionte va tuttavia da Eddie Brock, che si trovava lì vicino, fondendosi con lui.
Basato su: Web of Spider-Man serie 1 n. 1 (L'Uomo Ragno serie 3 n. 55; solo la scena finale)
Adattato in: Spider-Man Adventures n. 9

## Il costume alieno - Terza parte
- Titolo originale: The Alien Costume, Part Three
- Prima TV Stati Uniti: 13 maggio 1995

Eddie Brock e il simbionte sono ora un'unica creatura, che si fa chiamare Venom, e sta cercando l'Uomo Ragno per vendicarsi. Dopo dei lunghi inseguimenti per la città, il supereroe riesce a farlo avvicinare alla sonda spaziale John Jameson (così chiamata in onore dell'omonimo figlio di Jameson) e, per via del rumoroso suono della sonda, il simbionte si divide da Brock, e l'Uomo Ragno lo fa volare via con la sonda.
Basato su: The Amazing Spider-Man serie 1 nn. 300 e 317 (L'Uomo Ragno serie 3 n. 91 e 106)
Adattato in: Spider-Man Adventures n. 10

## Hobgoblin il terribile - Prima parte
- Titolo originale: The Hobgoblin, Part One
- Prima TV Stati Uniti: 20 maggio 1995

Dopo averlo dotato del Tornado, un congegno volante altamente tecnologico, Norman Osborn manda Hobgoblin, un misterioso uomo mascherato, a uccidere Wilson Fisk, alias Kingpin. Hobgoblin, dopo aver fallito, viene licenziato da Osborn e comincia a lavorare per lo stesso Kingpin, per il quale rapisce il figlio di Osborn, Harry. Kingpin propone così uno scambio a Osborn: suo figlio in cambio di tutte le sue invenzioni. Hobgoblin, in un atto di doppiogiochismo, torna a lavorare segretamente per Osborn, facendosi dare un nuovo Tornado ancora più potente del precedente.
Adattato in: Spider-Man Adventures n. 11

## Hobgoblin il terribile - Seconda parte
- Titolo originale: The Hobgoblin, Part Two
- Prima TV Stati Uniti: 27 maggio 1995

Resosi conto del doppiogioco, Kingpin attacca Hobgoblin, ma quest'ultimo vince la battaglia, proclamandosi "nuovo Kingpin". Per questo motivo Fisk si ritrova a dover collaborare con Osborn per risolvere la situazione. Quest'ultimo fa quindi sì che l'Uomo Ragno si scontri con Hobgoblin, lo sconfigga e liberi suo figlio, mentre Kingpin si occupa di togliere ogni traccia che faccia ricondurre a lui. La situazione è salva, ma Hobgoblin è ancora in libertà e l'Uomo Ragno non è cosciente di quale sia la vera identità di Kingpin.
Basato su: The Amazing Spider-Man serie 1 nn. 249, 250 e 251 (L'Uomo Ragno serie 3 nn. 37 e 38)
Adattato in: Spider-Man Adventures n. 12

## Il giorno del Camaleonte
- Titolo originale: Day of the Chameleon
- Prima TV Stati Uniti: 11 giugno 1995

L'organizzazione segreta S.H.I.E.L.D. è sulle tracce del Camaleonte un criminale dotato di una particolare cintura che gli permette di assumere l'aspetto di qualunque persona di cui abbia in precedenza registrato i connotati. Il suo compito è di impedire che venga firmato un trattato di pace e, per catturarlo, Nick Fury, il direttore dello S.H.I.E.L.D., chiede a Jameson di avvertirlo nel caso in cui sospetti che qualcuno dei suoi dipendenti sia il Camaleonte. Jameson va al ricevimento della firma del trattato assieme a Peter, che gli fa da fotografo e, dopo diversi scontri tra il Camaleonte e l'Uomo Ragno, il criminale si trasforma proprio in Peter. Tuttavia l'Uomo Ragno accorre in tempo per fermare il Camaleonte.
Basato su: The Amazing Spider-Man serie 1 n. 1 (L'Uomo Ragno serie 1 n. 1)
Adattato in: Spider-Man Adventures n. 13